# British SF Award
O British SF Award é uma premiação concedida desde 1969 pela British Science Fiction Association (BSFA) para obras de ficção científica.

## Categorias de premiação
Originalmente (1969), havia apenas a categoria Romance. Actualmente, o BSFA concede prémios em quatro categorias distintas: Romance, Conto, Arte-Final (ilustração ou ilustrador) e Não-Ficção (criada em 2001). Conto e Artista (actual Arte-Final) foram criadas em 1979. A categoria Media, surgida em 1978 (onde premiou a série radiofónica The Hitchhiker's Guide to the Galaxy de Douglas Adams), foi julgada pela última vez em 1991, sendo então galardoado Terminator 2: Judgement Day.
Curiosamente, em 1972 não houve vencedores. Nenhuma das obras participantes obteve votos suficientes para ser premiada.